# 희망과 신념
《희망과 신념》은 2003년 9월 26일부터 2006년 5월 2일까지 세 시즌에 걸쳐 ABC에서 방영된 미국 시트콤이다.

## 등장 인물
- 페어 포트
- 켈리 리파
- 테드 매킨리
- 메건 폭스
- 폴리 리트

## DVD 발매
2009년 3월 31일 Lionsgate Home Entertainment가 Hope & Faith on DVD라는 이름으로 발매되었다.
| 시즌     | 에피소드 | 발매 일자       |
| -------- | -------- | --------------- |
| Season 1 | 25       | 2009년 3월 31일 |
| Season 2 | 26       | TBA             |
| Season 3 | 22       | TBA             |